# Friskney
Friskney est une paroisse civile et un village du Lincolnshire, en Angleterre.